# Nobili di Lozio
La famiglia Nobili di Lozio, originariamente nota come Da Lozio, fu una famiglia signorile locale della Valle Camonica che fiorì tra il XIV e il XVIII secolo.
Il casato deteneva diritti signorili nella Valle di Lozio e su varie aree circostanti, controllando proprietà, strutture produttive, pascoli, boschi e corsi d'acqua.
Con il tempo, la famiglia assunse il cognome Nobili, attestato nelle fonti soprattutto dal XV secolo in poi.

## Origini e ascesa al potere
Le prime attestazioni della famiglia risalgono al XIV secolo, quando i da Lozio emergono come signori locali nella Valle di Lozio, un'area strategica situata tra la Valcamonica e la Val di Scalve.
Secondo alcune ipotesi storiografiche, la famiglia potrebbe derivare da un ramo dei Federici, potente consorteria ghibellina della Valle Camonica, oppure da una nobiltà longobarda preesistente.
Nel tardo medioevo, il controllo della Valle Camonica era conteso tra il Ducato di Milano e la Repubblica di Venezia. I Da Lozio, di fazione antimilanese o "guelfa", si trovarono spesso coinvolti nelle lotte di potere tra le grandi casate lombarde e le istituzioni comunali.
Nel 1366, Bernabò Visconti concesse loro un’immunità, e nel 1385 anche Gian Galeazzo Visconti confermò privilegi alla comunità di Lozio.

## Poteri signorili e dominio territoriale
Nel periodo di massimo splendore, tra il XV e il XVI secolo, i Nobili di Lozio esercitavano un controllo diretto sulle risorse della valle.
In primo luogo controllavano le strutture produttive come mulini, fucine e segherie, alimentate dai numerosi corsi d'acqua locali, oltre al forno fusorio, venduto alla fine del '400 ai vicini di Lozio.
Avevano poi importanti diritti su boschi e pascoli, regolamentati per garantire lo sfruttamento collettivo e il controllo feudale.
Infine, fu fondamentale il loro ruolo militare: la famiglia possedeva un castello, situato sopra l’abitato di Villa di Lozio, che fu il loro centro di potere e successivamente venne coinvolto nelle guerre tra Milano e Venezia della metà del '400.
La Valle di Lozio, pur essendo periferica rispetto ai grandi centri di potere, mantenne una certa autonomia grazie all’influenza della famiglia, che amministrava direttamente la giustizia locale e i tributi.

## Declino e trasformazioni (XV-XVIII secolo)
Nell'inverno del 1409 (secondo una parte delle fonti 1410) la famiglia venne quasi completamente sterminata durante una strage nota come l'Eccidio di Lozio, perpetrato dalle forze dei Federici.
Bartolomeo da Lozio, uno dei membri del casato scampati alla strage fu probabilmente l’ultimo grande esponente della casata: impegnato nelle guerre tra Venezia e Milano, si distinse nella difesa del castello di Lozio.
La sua figura è ampiamente citata da Gregorio di Valcamonica, che riferisce anche la sua amicizia con alcuni dei più importanti condottieri dell'epoca, come Pietro Avogadro (condottiero) e Bartolomeo Colleoni.
Nel corso del XVI e XVII secolo, molti membri della famiglia si trasferirono nei centri maggiori della valle, come Cividate Camuno e Brescia, senza però integrarsi nel patriziato bresciano. Le loro proprietà vennero progressivamente alienate o inglobate nei patrimoni di altre famiglie.
Nel XVIII secolo, in seguito ad una disputa con il comune di Lozio, la famiglia perse anche i diritti di caccia sui boschi del territorio, abbandonando anche le ultime vestigia del potere signorile..
I Nobili mantennero comunque una certa importanza politica, e alcuni loro esponenti divennero sindaci di Lozio durante il Regno d'Italia.

## Eredità e tracce nella storia locale
Benché la famiglia sia scomparsa come entità nobiliare, il suo ricordo è ancora presente nella toponomastica locale e nei ruderi del Castello di Lozio, situati sopra Villa di Lozio. Lo stemma della famiglia, raffigurante un’aquila su una torre, era ancora visibile su alcuni edifici storici del borgo alla fine del '900.